# Théodore Licquet
François-Théodore Licquet, né le 19 juin 1787 à Caudebec-en-Caux et mort le 1er novembre 1832 à Rouen, est un conservateur et historien local français.

## Biographie
Licquet fit ses premières études, comme boursier, au collège Louis-le-Grand, à Paris, et les termina au prytanée de Saint-Cyr. Il ne tarda pas à abandonner la carrière du commerce à Rouen dans laquelle sa famille l’avait poussé à l’issue de ses études. il remplit quelque temps les fonctions de secrétaire-adjoint de la mairie de Rouen, qui furent pour lui une transition à des occupations plus conformes encore à ses goûts, plus en harmonie avec les travaux et les pensées de sa jeunesse. 
Il débuta dans la carrière dramatique en faisant représenter sur le théâtre de Rouen Thémistocle, Philippe II, Rutilius, la Mort de Brutus, tragédies qui furent entendues avec intérêt et représentées à plusieurs reprises. Le public applaudit ses efforts, mais Licquet n’était pas Corneille, les acteurs de Rouen n’étaient pas des Talma : Licquet sentit que son talent ne le portait pas à l’œuvre dramatique et s’en tint à cet essai. En 1819, il obtint, en remplacement de dom Gourdin, que son grand âge et ses infirmités avaient forcé de s’en éloigner, la place de bibliothécaire de la ville de Rouen.
C’est en étudiant, pour les mettre en ordre et en dresser le catalogue les nombreuses richesses littéraires en tout genre, que la Révolution avait enlevé aux bibliothèques des établissements religieux de la Haute-Normandie pour enrichir celle de Rouen, que son successeur à la bibliothèque de Rouen, André Pottier, s’est senti entraîné vers les études historiques. Lorsque la Société d’Émulation de Rouen mit au concours la question suivante : « Tracer l’histoire politique, religieuse et littéraire de Rouen, depuis les temps les plus anciens jusqu’à Rollon », il traita la question et fut couronné. Son Mémoire fut suivi de deux dissertations, l’une, sur le traité de Saint-Clair-sur-Epte, au sujet du mariage de Rollon avec Gisèle, fille de Charles le Simple ; l’autre, sur Alain Blanchard, qui figura dans le siège de Rouen de 1419 par Henri V. Dans ces deux écrits érudits, Licquet réfute des opinions accréditées et reçues jusqu’alors comme vérités historiques ; ils lui attirèrent quelques critiques amères, mais il s’était dit que l’écrivain, qui s’est voué à l’histoire, ne doit rien cacher, et doit savoir attaquer de front l’erreur et les préjugés, coûte que coûte.
Père de famille et peu riche, Licquet avait été forcé d’entremêler ses études historiques de travaux littéraires plus fructueux, dont il s’acquitta comme s’il se fût agi de travaux de création et de son choix et qu’il appelait plaisamment son labeur. Il a ainsi compilé ou arrangé deux volumes de Mémoires relatifs à la famille royale de France, qu’il traduisit (car les langues anglaise et italienne lui étaient aussi familières que la latine, la grecque et la sienne) une partie du Voyage bibliographique, archéologique et pittoresque en France, de Dibdin ; l’Histoire d’Italie, en cinq volumes, de Botta, et plusieurs tomes de l’Histoire de Napoléon, par Walter Scott, etc. 
On lui doit également l’ouvrage intitulé Rouen, précis de son histoire, son commerce, son industrie, ses monuments, ouvrage certes destiné aux voyageurs, mais fort au-dessus de tous ces itinéraires, la plupart du temps dénués de critique et de faits, et auxquels il servit par la suite de modèle. Bientôt il dut renoncer à tous ces écrits placés hors du cercle de ses études de prédilection, pour se livrer exclusivement à ses grands travaux historiques. Ce fut alors qu’il s’occupa, avec une ardeur infatigable, à amasser et à mettre en œuvre les matériaux de l’ouvrage sur lequel il fondait toutes ses espérances de renommée littéraire. L’histoire de Normandie restant à faire, Licquet entreprit d’en doter son pays. Son travail, suivant le plan qu’il s’était tracé, devait être divisé en deux grandes sections. La première comprenait l’histoire de cette province depuis les temps anciens jusqu’à la conquête de l’Angleterre par Guillaume ; la seconde se serait étendue de la conquête de l’Angleterre jusqu’à l’expulsion de Jean sans Terre, et devait compléter ainsi les annales de la Normandie sous ses ducs. Cette seconde partie, dans la pensée de l’auteur, ne devait suivre la publication de la première qu’après quelques années d’intervalle. La première partie de l’ouvrage est la seule que Licquet ait achevée, et qu’il n’a pu même livrer au public. Elle devait être précédée d’une introduction, dans laquelle il se proposait, comme première base d’une histoire de Normandie, de tracer, d’après les sources originales, le tableau complet des mœurs,  des usages, de la mythologie, de la littérature des hommes du Nord, dont l’influence et la trace n’avaient pas encore été, pour ainsi dire,  aperçues et signalées, avant lui, dans les annales. Déjà il en disposait les matériaux pour la publication de son ouvrage, lorsque sa santé,  depuis longtemps affaiblie par un travail long et opiniâtre, ressentit une nouvelle atteinte qui devait le conduire au tombeau. Une extinction de voix, précurseur d’une affection plus redoutable, se déclara. Le mal progressa rapidement et une année ne s’était pas écoulée qu’il succombait, âgé d’à peine quarante-cinq ans, au moment où il mettait la dernière main à son œuvre. Il confia, à son lit de mort, à Achille Deville le soin de publier le fruit de ces longs travaux qui ont abrégé sa vie.